# Manuel Kerhe
Manuel Kehre (Sankt Veit an der Glan, 3 giugno 1987) è un allenatore di calcio ed ex calciatore austriaco, di ruolo centrocampista, tecnico del Treibach II.

## Caratteristiche tecniche
È un esterno destro.

## Carriera
Ha giocato nella prima divisione austriaca.

## Palmarès

### Club

#### Competizioni nazionali
- Erste Liga: 2

Wolfsberger: 2011-2012
Ried: 2019-2020
- Fußball-Regionalliga: 1

Wolfsberger: 2009-2010